# Peptidmassenfingerprint

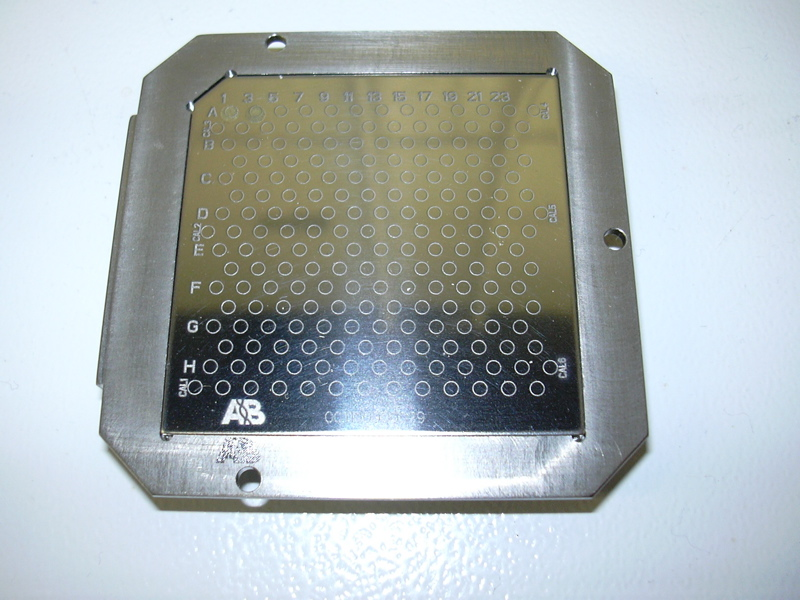
Probenplatte eines MALDI-TOF-Massenspektrometers

Ein Peptidmassenfingerprint (PMF) (engl. Protein-Fingerprinting) ist eine analytische Technik der Biochemie zur Identifizierung von Proteinen durch SDS-PAGE, Protease-Verdau und Massenspektrometrie. Der Peptidmassenfingerprint wurde im Jahr 1993 von mehreren Gruppen unabhängig voneinander entwickelt.

## Prinzip
Bei diesem Verfahren wird ein noch unbekanntes Protein zunächst, meist mit der Protease Trypsin über einen In-Gel-Verdau, in kleinere Peptide verdaut, damit deren absolute Massen sehr genau mit einem Massenspektrometer, wie ein MALDI-TOF oder ein ESI-MS, gemessen werden können. Diese gemessenen Massen werden anschließend entweder mit denen einer Datenbank wie Mascot für bekannte Proteinsequenzen oder auch mit denen einer Genomdatenbank verglichen. Dies wird durch die Verwendung von Computerprogrammen ermöglicht, welche die bekannten Genome der Organismen in Proteine übersetzen, diese Proteine dann theoretisch (in silico) in Peptide schneiden und dann die absoluten Massen der Peptide errechnen. Schließlich werden die gemessenen Massen der Peptide des unbekannten Proteins mit den theoretischen Peptidmassen verglichen und die Ergebnisse statistisch ausgewertet, um die beste Übereinstimmung zu finden.
Der Vorteil dieses Verfahrens ist, dass nur die Massen der Peptide bekannt sein müssen. Eine zeitraubende Proteinsequenzierung der Peptide ist dann nicht erforderlich. Von Nachteil ist, dass die gesuchte Proteinsequenz in einer Datenbank wie Mascot zu finden sein muss. Außerdem gehen die meisten Algorithmen für Peptimassenfingerprinte davon aus, dass die Peptide nur von einem einzigen Protein stammen. Wenn ein Proteingemisch vorkommt, wird die Analyse erheblich erschwert und kann möglicherweise zu falschen Ergebnissen führen.
Wichtig für die Identifizierung von Proteinen durch einen Peptidmassenfingerprint ist also die vorherige Proteinreinigung. Mischungen von mehr als zwei bis drei Proteinen erfordern eine zusätzliche Verwendung von MS/MS-basierten Techniken zur Identifizierung von Proteinen, um eine ausreichende Spezifität der Identifizierung zu erreichen. Daher sind geeignete Proben für Peptidmassenfingerprinte aus 2D-Gelen geschnittene Proteinspots oder einzelne SDS-PAGE-Banden nach In-Gel-Verdau.
Alternativen zum Peptidmassenfingerprint sind z. B. der Edman-Abbau oder ein Molekulares Display mit anschließender DNA-Sequenzierung.